# Ultraestructura

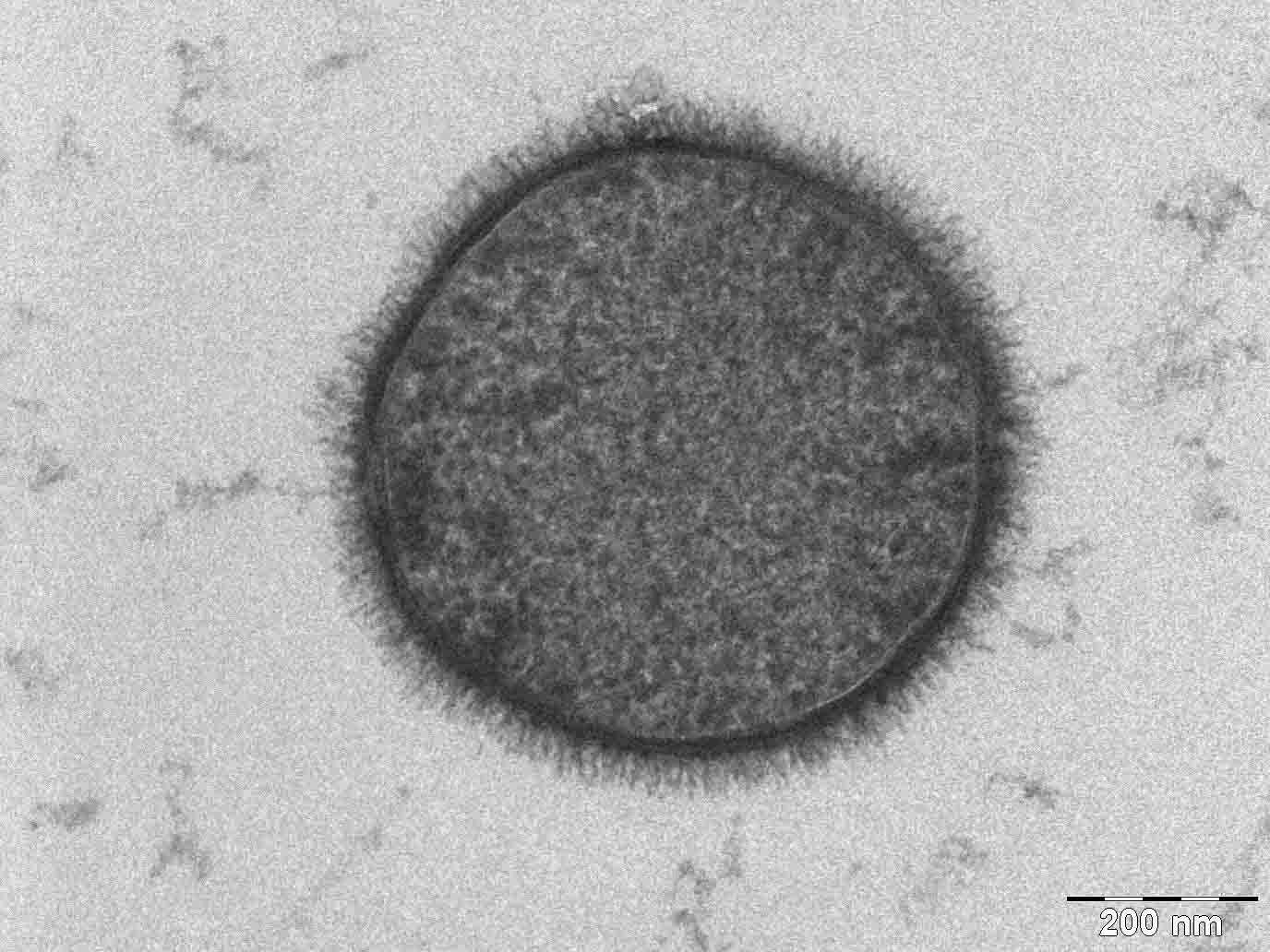
La ultraestructura d'una bacteria (Bacillus subtilis). L'escala correspon a 200 nm.

La ultraestructura és l'estructura detallada d'una mostra biològica, com per exemple una cèl·lula, teixit o òrgan, que poden ser observats per  microscòpia electrònica. La ultraestructura es refereix a una mida de camp que es troba entre el camp atòmic - molecular i, en general, es refereix a l'estudi de les estructures cel·lulars que són massa petits per ser observades només amb un microscopi òptic. La ultraestructura, juntament amb les dades moleculars, sovint són utilitzades en filogènia per classificar els organismes.